# 보홀섬
보홀섬(Bohol Island)은 필리핀 중부 비사야 제도의 섬으로 필리핀 내 10번째의 크기 규모이다. 섬 전체가 중앙비사야 지방에 속하는 보홀주이다. 인구는 약 114만명이며, 면적은 4,117 km2이다. 주요 도시는 보홀주의 주도 타그빌라란이다. 리조트로 알려진 것 외에도 필리핀안경원숭이(Carlito syrichta, 타샤)라고 하는 세계에서 가장 작은 크기의 영장류의 서식지이기도 하다.
현재는 많은 한국인 관광객들이 찾기 시작하고 있으며 팡라오 지역은 필리핀에서도 중요한 관광지이다.

## 지리
섬 절반은 대리석으로 덮여 있으며, 대체로 언덕이 많은 지형이다. 그 중에서도 대리석 높이 30m - 50m 잔디로 덮인 원추형 산이 1,268개나 늘어선 초콜릿 힐(Chocolate Hills)이라는 장소가 있고, 5월부터 건기에는 말라서 갈색으로 보인다. 그 괴상한 경관도 관광 명소 중 하나이다. 중앙은 불규칙한 지형의 고원 지대이다.
서쪽으로 보홀 해협(세부 해협)을 사이에 두고 세부섬, 동쪽은 카니가오 해협을 사이에 두고 레이테섬, 남쪽 민다나오해(보홀해), 북쪽은 카모테스해에 접해 있다. 해안은 백색 모래 사장이 있어 서쪽 이웃의 세부뿐만 아니라 관광객들로 붐빈다. 특히 타그빌라란시의 남쪽에 있는 팡라오섬 해변과 다이빙 장소는 관광객들에게 인기가 있다. 또한 다이버가 동경하는 명소인 바리카사그에는 전 세계의 다이버들로 붐빈다. 이 리조트로 온 여행객 중 상당수는 세부 발로 타그빌라란이 섬 관광의 거점으로 되어 있으며, 섬의 남쪽 해안에는 호텔이나 코티지가 많이 있는 리조트 숙박 시설이 있다.

## 기후
루손섬과 비사야 제도 북부와 달리 보홀은 태풍의 직접적인 타격을 덜 받는 편이다. 태풍이 레이테섬과 사마르섬의 산악 지역에서 세력이 쇠퇴하기 때문에 큰 피해가 나지 않는 편이다. 따라서 기후는 온화하다. 11월부터 4월 ‘아미한’이라는 동북에서 불어오는 계절풍이 세력이 강해 가끔 스콜에 휩쓸리는 경우를 제외하고, 기온은 28도 전후로 가장 온화한 계절이다. 5월부터 7월 여름은 건기이지만 고온다습해서 다소 불편할 정도로 무더운 편이다. 8월부터 10월 ‘하바갓트’라는 남서계절풍에 의해 맑은 날씨가 계속되거나, 비가 계속 내려 날씨를 예측하기 어렵다.

## 민족
언어는 영어 외에 필리핀의 주요 언어 중 하나인 세부아노어, 보호라노어가 사용되고 있다. 주요 종교는 로마 가톨릭교회이며, 개신교도 소수 있다. 또한 그레고리오 아글리파이(Gregorio Aglipay)라는 인물이 세워서 필리핀 널리 확산된 독자적인 교회인 필리핀 독립교회(The Philippine Independent Church)는 보홀이 발상지이다. 아글리파이 교회는 교황의 권위를 인정하지 않으며, 성직자의 결혼이 허용되는 점을 제외하고는 나머지는 로마 가톨릭교회와 큰 차이가 없다.

## 역사

### 고대
보홀 사람은 핀타도(pintados, 문신을 넣은 사람들)라는, 필리핀에 마지막으로 이주해 온 말레이계 사람들의 후손으로 불린다. 그 문명의 그릇 유적이 마사사, 타그빌라란, 팡라오 등에서 출토되고 있다. 보홀이라는 이름의 유래는 아마 "Bo-ol"(보 올)이라는 이름의 현재 타그빌라란시 외곽에 있는 작은 마을 (바랑)의 이름에서 온 것으로 생각된다.

### 스페인 식민지
스페인 사람과 보홀섬 사람들과의 최초의 접촉은 1565년에 일어났다. 이 해 3월 25일(율리우스력 3월 16일), 스페인의 탐험가이자 정복자 미겔 로페스 데 레가스피는 황금과 향신료를 찾아 보홀에 닿았다. 그는 지방 영주들에게 "자신들은 포르투갈 사람이 아니다"라고 설득한 후 (페르디난드 마젤란은 1521년에 막탄섬을 습격하여 전투를 벌였다) 그는 다투(영주) 시카투나와 평화협정을 맺었다. 이 평화는 두 사람 사이의 혈맹에 의한 것으로 서로 팔을 그어 흐르는 피를 그릇에 넣어 마시 것으로 〈산듀고〉(Sandugo, 하나의 혈액)로 불린다. 이 혈맹을 축하하기 위해 《산듀고 축제》가 매년 열린다. 그런 이유로 산듀고는 보홀주의 휘장 디자인이 되었다.
이후 스페인 식민지 시대가 되었고, 두 건의 큰 반란이 보홀에서 일어났다. 하나는 1621년의 탐블롯의 반란이며, 이 지역의 무당(Babaylan, 바바이란)인 탐블롯(Tamblot)이라는 인물이 일으킨 것이다. 또 하나는 필리핀 역사상 유명한 다고호이의 난 (Dagohoy Rebellion)으로 프란 시스코 다고호이(프란치스코 센도리야스)라는 인물이 이끄는 반란군은 산지 등을 무대로 1744년부터 1829년까지 85년간 반란을 지속했다.
이 기간 보홀은 세부 지역에 속해 있었다. 1854년 7월 22일, 보홀은 분리되어 시키호르섬과 함께 군정이 시행되었다. 1879년 조사에서는 보홀에서는 34개의 도시에 25만 3,103명의 인구가 있었다.

### 미국 식민지
미국-스페인 전쟁에서 미국이 스페인을 꺾고, 파리 조약을 통해 미국이 스페인으로부터 필리핀을 샀다. 그러나 필리핀 독립 혁명에 의해 에밀리오 아기날도가 구성한 독립 정부는 미국의 승인을 얻지 못한 채 필리핀 지배를 시작했고, 보홀은 고비에르노 데 구획이 주지사에 취임했다.
계속되는 미국-필리핀 전쟁 동안 헨리 해일 지휘 아래 미군은 타그빌라란에 상륙하여 섬을 점령했다. 그는 페드로 샘슨이라는 지역 주민을 섬 경찰 전력 편성을 위해 고용했다. 그러나 샘슨은 부대와 무장을 하고, 섬 내륙으로 옮겨 반란을 시작했다.
첫 번째 전투에서 학살에 가까운 패배를 당했지만, 샘슨은 게릴라 전술로 바꿔서 섬 내륙으로 들어가 세력을 유지했다. 그동안 해일의 부대는 섬의 중심 타그빌라란과 섬의 바깥쪽을 지배했다. 1901년 1월, 전투는 소강상태가 되었다. 같은 해 5월, 미군이 한 여성을 폭행하려다가 그녀의 약혼자에게 살해되는 사건이 발생했다. 미군 지휘관이었던 앤드류 S. 로완 경감은 보복을 위해 자구나(Jagna) 마을을 불살랐다. 그 때문에 보홀 주민은 분노하며, 폭동을 일으켰다.
결국 로완 경감은 보복 행위 때문에 정직 처분됐다. 그러나 결국 부대 내부에서도 이 활동에 대한 지지가 높았다. 미군은 계속해서 반란을 협력한 마을을 불태우고, 가축을 죽이고, 눈에 보이는 민간인들을 잡아서 고문했다. 전투가 끝나기 전에, 미군 부대는 16개에서 20개의 마을을 불태웠다. 에드윈 F. 글렌 소령은 고문을 허용했으며, 그 후 군법회의에 회부되었다.
샘슨과 그 부하는 1901년 12월 23일, 특사를 보장받고, 충성을 맹세한 후 항복했다. 전쟁은 이로써 마무리되는 듯 싶었으나, 1개월 후 샘슨은 재무장을 했고, 지역의 지도자 J. R. 헷그를 살해하라는 명령을 내렸다. 이로 인해 전쟁이 다시 시작될 뻔 했지만, 전투는 일어나지 않았고 마지막 미군 부대는 1902년 2월 섬을 떠났다.
1917년 3월 10일, 미국의 식민지 정권은 필리핀의 대부분 주의 창설로 이어진 결의안을 통과시켰고, 보홀은 독립적인 주가 되었다.

### 제2차 세계 대전
일본군은 1942년 3월 17일 타그빌라란에 도착하여 이 곳을 점령했다. 그 동안 주민들은 효과적인 저항 수단이 없었다. 1944년 이후 시작된 미군의 탈환 작전으로 동쪽 옆 레이테섬에서 상륙이 시작되어 보홀도 전장이 되었다. 지휘 계통을 잃은 일본군은 패주하여 산으로 도망갔고, 산발적으로 싸웠다. 미군은 1945년 8월 11일 보홀을 떠났다.